# Allen Hutchinson

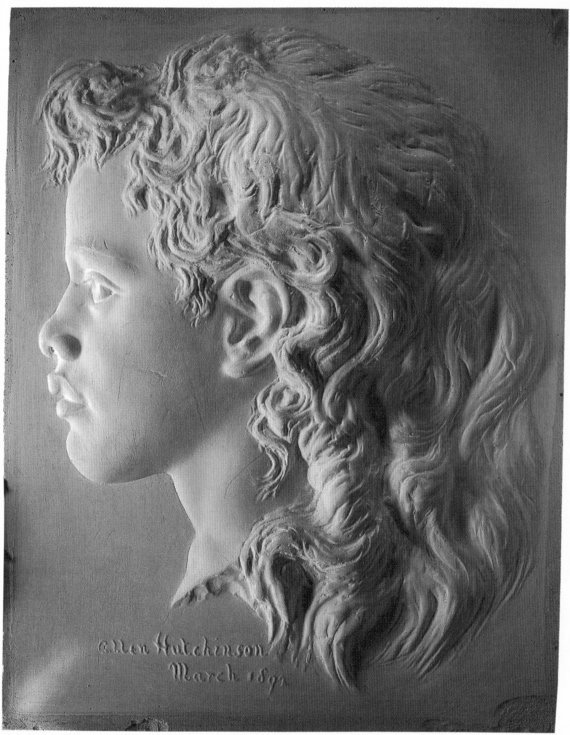
Profil eines jungen hawaiianischen Mädchens, Gipsplastik von Allen Hutchinson, 1892

Allen Hutchinson (*  8. Januar 1855 in Staffordshire, England; †  28. Juli 1929 in London, England) war ein englischer Bildhauer.

## Leben
Allen Hutchinson wurde in Staffordshire geboren und studierte in London bei Édouard Lantéri. Ab 1886 unternahm er Reisen nach Kanada und Kalifornien, bevor er 1888 nach Hawaii zog. Dort modellierte er Porträts von König Kalākaua, Robert Louis Stevenson und Sanford B. Dole. 1894 war er Mitbegründer und zeitweilig Sekretär der Kilohana Art League in Honolulu. 1899 verließ er Hawaii und lebte mit seiner Familie in Australien und Neuseeland. 1902 kehrte er in die USA zurück und ließ sich in Südkalifornien nieder. 1928 zog er erneut nach London, wo er ein Jahr später verstarb.

## Werk

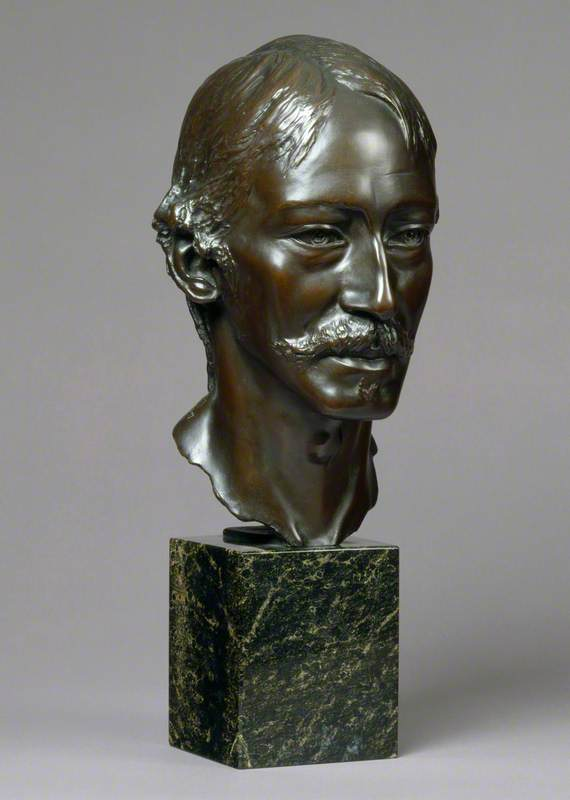
Allen Hutchinson: Robert Louis Stevenson (1850–1894), 1893. National Portrait Gallery, London

Allen Hutchinson war bekannt für seine realistischen Porträtbüsten und ethnografischen Studien. Zu seinen bedeutendsten Werken zählen die Lebensmasken und Büsten von König Kalākaua (1889) sowie von Robert Louis Stevenson (1893). Für das Bishop Museum schuf er eine Serie von Skulpturen, die traditionelle hawaiianische Lebensweisen darstellen. Neben seiner Arbeit in Honolulu fertigte er auch Werke in Sydney an, darunter die 1898 entstandene Büste von Sir Alfred Stephen, und erstellte Studien zu nordamerikanischen Ureinwohnern, chinesischstämmigen Amerikanern („Mongolian Type“) und Māori in Neuseeland. Seine Arbeiten wurden an der Royal Academy in London sowie 1904 bei der Weltausstellung in St. Louis ausgestellt. Heute befinden sich seine Werke in Sammlungen wie dem Bishop Museum, dem Honolulu Museum of Art, der Beinecke-Bibliothek der Yale University, der San Diego History Center, der Art Gallery of New South Wales und der National Portrait Gallery in London.